# Muirchertach Mac Domnall
Muirchertach Mac Domnall [ˈmʷiɾʲçəɾtəx makˈdɔ̃wnəɫ] (* Ende des 11. Jahrhunderts in Irland; † 17. September 1134 in Armagh) amtierte als Nachfolger des heiligen Patrick von 1129 bis 1134 als Laienbischof in Armagh.
Muirchertach gehörte als Sohn des Domnall Mac Amalgaid der Familie Clann Sínaich an, die seit dem 10. Jahrhundert die Kontrolle über die Kirche von Armagh ausübte und das Amt des Nachfolgers von Patrick nach irischem Recht innerhalb der Familie weitervererbte. Als sein Cousin und Vorgänger Cellach Mac Aodh am 1. April 1129 in Ardpatrick verstarb, kam es trotz der Distanz zwischen Ardpatrick und Armagh schon am 5. April zu einer überraschend frühen Wahl von Muirchertach zum Nachfolger. Diese Wahl folgte der alten Tradition entsprechend dem irischen Recht, stand aber im Widerspruch zu den Bestrebungen der Erneuerer und Reformer in der irischen Kirche, die sich Malachias als Bischof wünschte.
Malachias wollte einen Konflikt jedoch vermeiden und verzichtete zunächst auf das Amt des Erzbischofs von Armagh und blieb stattdessen in seinem Kloster in Munster. Dies bedeutete, dass Muirchertach sein Amt ohne Widerstände antreten konnte. Er blieb jedoch zeit seines Lebens ein Laie erhielt nie die Priester- oder Bischofsweihe.
Den Angaben in der von Bernhard von Clairvaux verfassten Hagiographie des Malachias zufolge war die Reformbewegung um den päpstlichen Legaten Gilbert von Limerick und den Bischof Malchus von Lismore drei Jahre später nicht mehr imstande, diesen Zustand länger zu dulden. Entsprechend zogen sie in Begleitung weiterer Bischöfe zu Malachias und überredeten ihn mit hohem Druck, das vom Papst angebotene Amt eines Erzbischofs von Armagh anzunehmen. Malachias willigte nur unter der Bedingung ein, dass er es niederlegen dürfte, sobald es ihm gelänge, die Kirche von Armagh von der Kontrolle durch Nichtgeistliche zu befreien.
Malachias zog als Erzbischof von Armagh in seine Diözese, vermied jedoch den Besuch des Bischofssitzes und damit den direkten Konflikt mit Muirchertach. Wie die Annalen der vier Meister mit einem Eintrag aus 1133 belegen, genoss Muirchertach trotz der Anwesenheit von Malachias weiterhin die Unterstützung von Conchobar Mac Lochlainn. Bei seinem Besuch in Tír Eoghan (dem heutigen County Tyrone) erhielt er den dem Nachfolger des Patrick zustehenden Tribut.
Muirchertach starb am 17. September 1134 und wurde in den Annalen der vier Meister für sein Leben in Buße und sein Martyrium positiv gewürdigt. Ungeachtet der Anwesenheit von Malachias und dessen von der römischen Kirche unterstützten Anspruchs auf den Bischofssitz wurde innerhalb der Familie ein weiteres Mal ein Nachfolger entsprechend der irischen Clantradition bestimmt, namentlich Niall Mac Aodh, ein jüngerer Bruder von Cellach, was den Konflikt mit der Reformbewegung verschärfte.

## Sekundärliteratur
- Ailbe J. Luddy: Life of St. Malachy. M.H.Gill and Son, Ltd, 1930. Ein Nachdruck wurde von Llanerch Publishers 1994 herausgegeben. ISBN 1-8978-5343-2
- Aubrey Gwynn: The Irish Church in the Eleventh and Twelfth Centuries. Four Courts Press, Dublin 1992. ISBN 1-85182-095-7

| Vorgänger        | Amt                              | Nachfolger     |
| ---------------- | -------------------------------- | -------------- |
| Cellach Mac Aodh | Nachfolger von Patrick 1129–1134 | Niall Mac Aodh |

| Personendaten    | Personendaten                               |
| ---------------- | ------------------------------------------- |
| NAME             | Muirchertach Mac Domnall                    |
| ALTERNATIVNAMEN  | Murrough (englisch); Mauritius (lateinisch) |
| KURZBESCHREIBUNG | Nachfolger des Patrick von Irland in Armagh |
| GEBURTSDATUM     | 11. Jahrhundert                             |
| STERBEDATUM      | 17. September 1134                          |
| STERBEORT        | Armagh                                      |